# Wriezen
Wriezen is een plaats in de Duitse deelstaat Brandenburg, gelegen in het Landkreis Märkisch-Oderland. De stad telt 7.125 inwoners.

## Indeling van de gemeente
| Afbeelding                                            | Spaarbankgebouw                                                                | Altwriezen             | Dorpskerk Wriezen     | Eichwerder 32                                      | Dorpskerk Frankenfeld | Dorpskerk Haselberg | Lüdersdorf, oude boerderij        | Steenbakkerijoven           | Dorpskerk Wriezen        |
| ----------------------------------------------------- | ------------------------------------------------------------------------------ | ---------------------- | --------------------- | -------------------------------------------------- | --------------------- | ------------------- | --------------------------------- | --------------------------- | ------------------------ |
| Delen van de gemeente                                 | Wriezen (Kernstadt)                                                            | Altwriezen/ Beauregard | Biesdorf              | Eichwerder                                         | Frankenfelde          | Haselberg           | Lüdersdorf                        | Rathsdorf                   | Schulzendorf             |
| Delen van de deelgemeente                             |                                                                                | Altwriezen, Beauregard | Biesdorf, Franzenshof | Eichwerder, Rittergut Jäckelsbruch, Thöringswerder |                       | Haselberg, Rädikow  | Landhof, Lüdersdorf, Mariannenhof | Altgaul, Neugaul, Rathsdorf | Marienberg, Schulzendorf |
| Wijken/dorpen/gehuchten binnen bovengenoemde plaatsen | Altkietz, Altwriezener Loose, Frankfurter Vorstadt, Homburgshöhe, Kleine Mühle |                        | Biesdorfer Siedlung   |                                                    |                       |                     |                                   |                             |                          |
| Aantal inw. (1910)                                    | [0]7.547                                                                       | 696                    | 226                   | 499                                                | 215                   | 207                 | 296                               | 471                         | 310                      |
| Aantal inw. (1939)                                    | 7.746                                                                          | 613                    | [0]–                  | 383                                                | 260                   | 226                 | [00]488                           | 431                         | 431                      |
| Aantal inw. (1971)                                    | 6.286                                                                          | 526                    | 155                   | 478                                                | 252                   | 298                 | 398                               | 380                         | 404                      |
| Aantal inw. (1996)                                    | 6.484                                                                          | 332                    | [00]–                 | 394                                                | 173                   | 249                 | [00]363                           | 300                         | 363                      |
| Aantal inw. (2016)                                    | 5.415                                                                          | 278                    | 139                   | 287                                                | 160                   | 261                 | 219                               | 265                         | 331                      |
| Aantal inwoners (2019)                                | 5182                                                                           | 294                    | 158                   | 293                                                | 168                   | 263                 | 301                               | 262                         | 333                      |

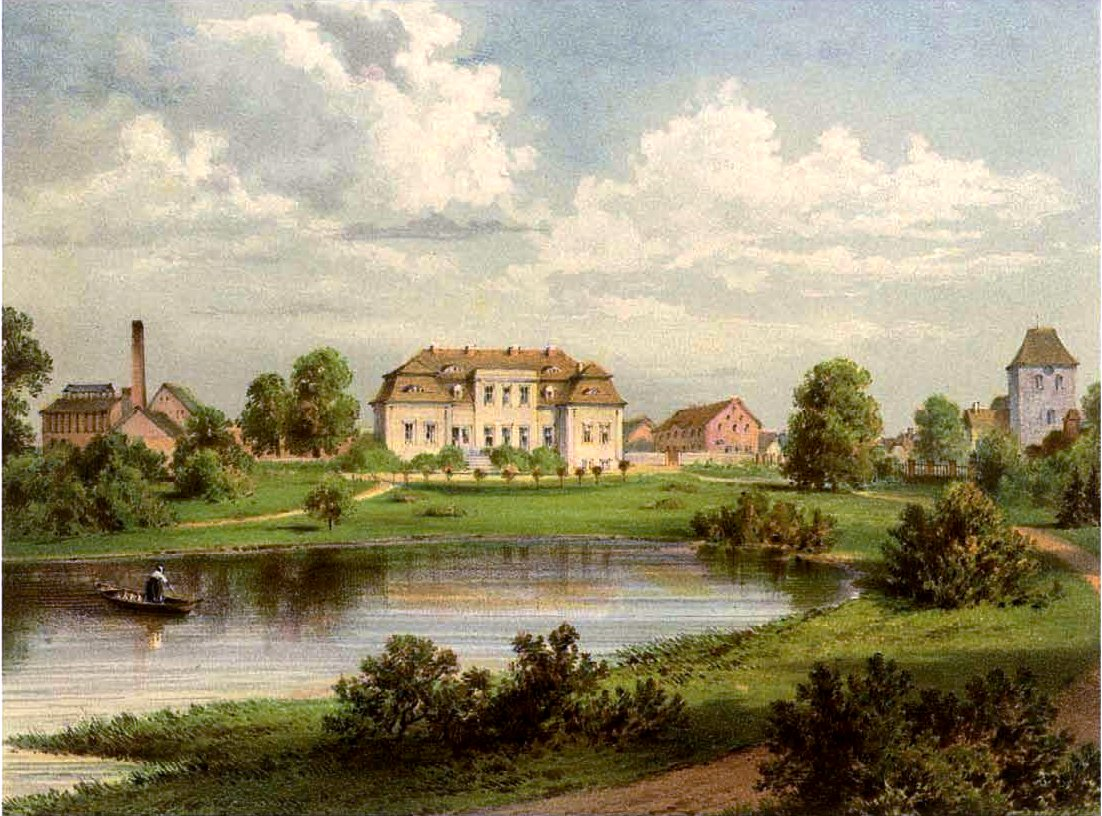
Rittergut (havezate) Schulzendorf, tot 1837 in bezit van het geslacht Pfuels  (coll.Alexander Duncker)
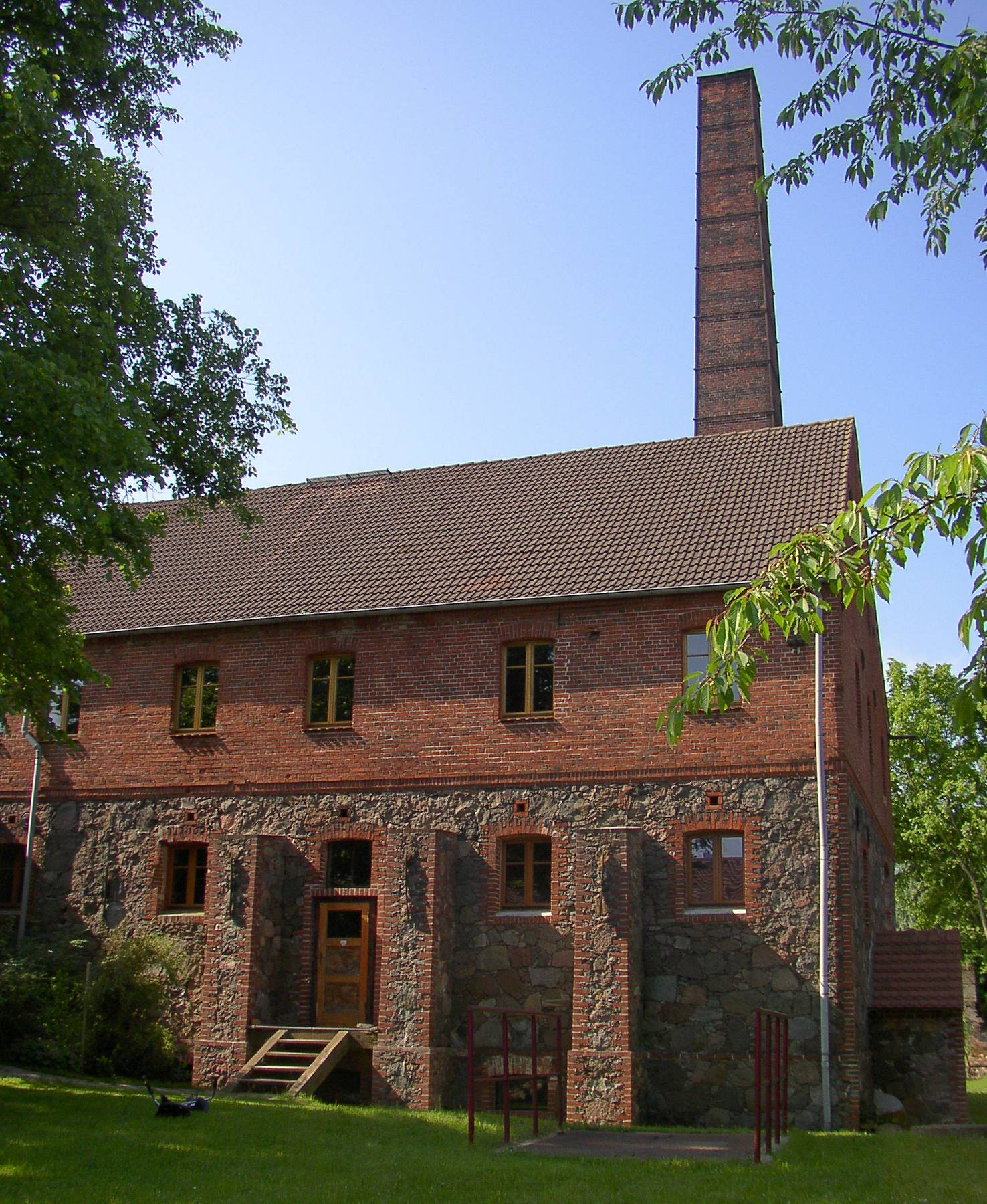
Oude Schnaps-branderij in Haselberg
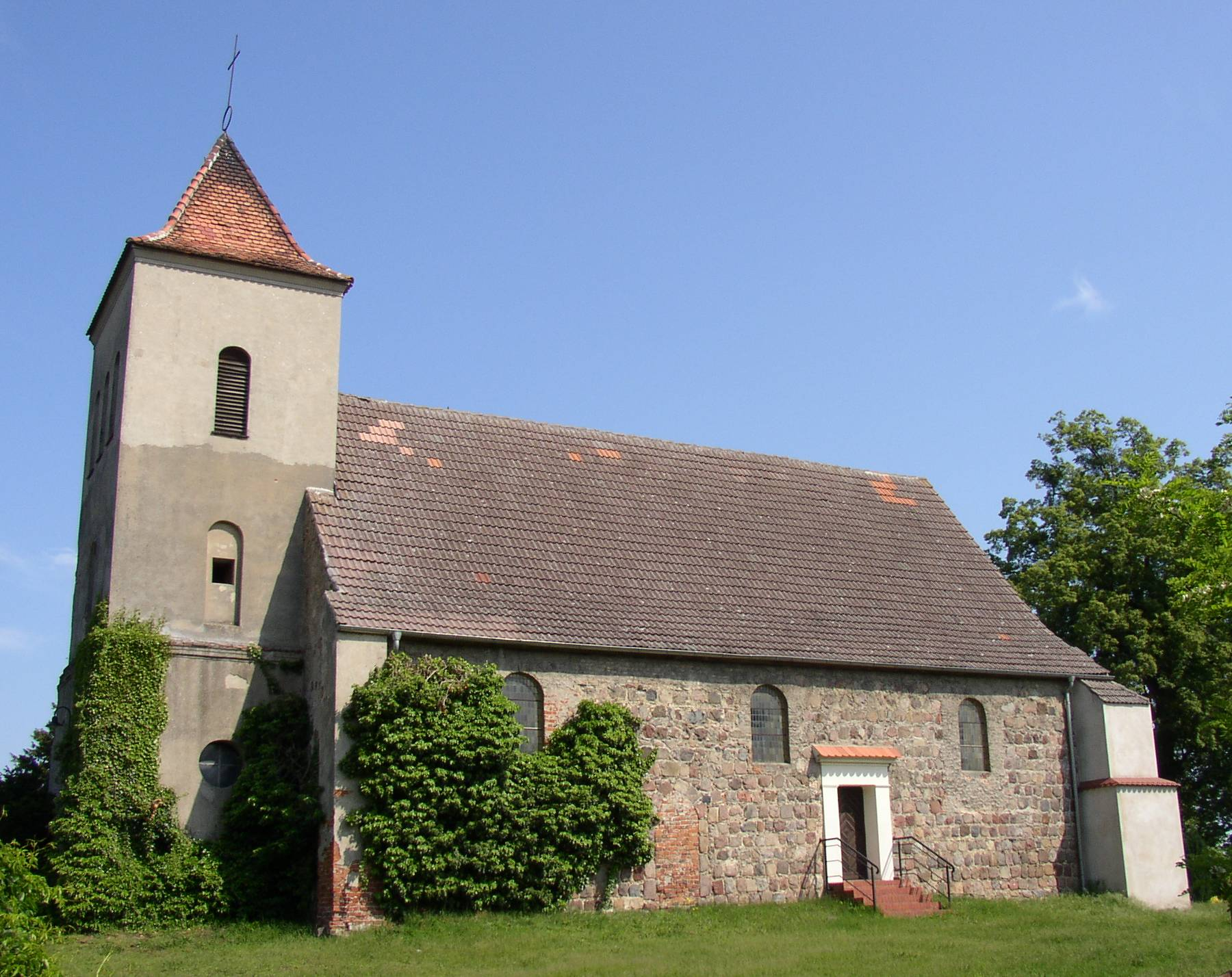
Kerk in Haselberg
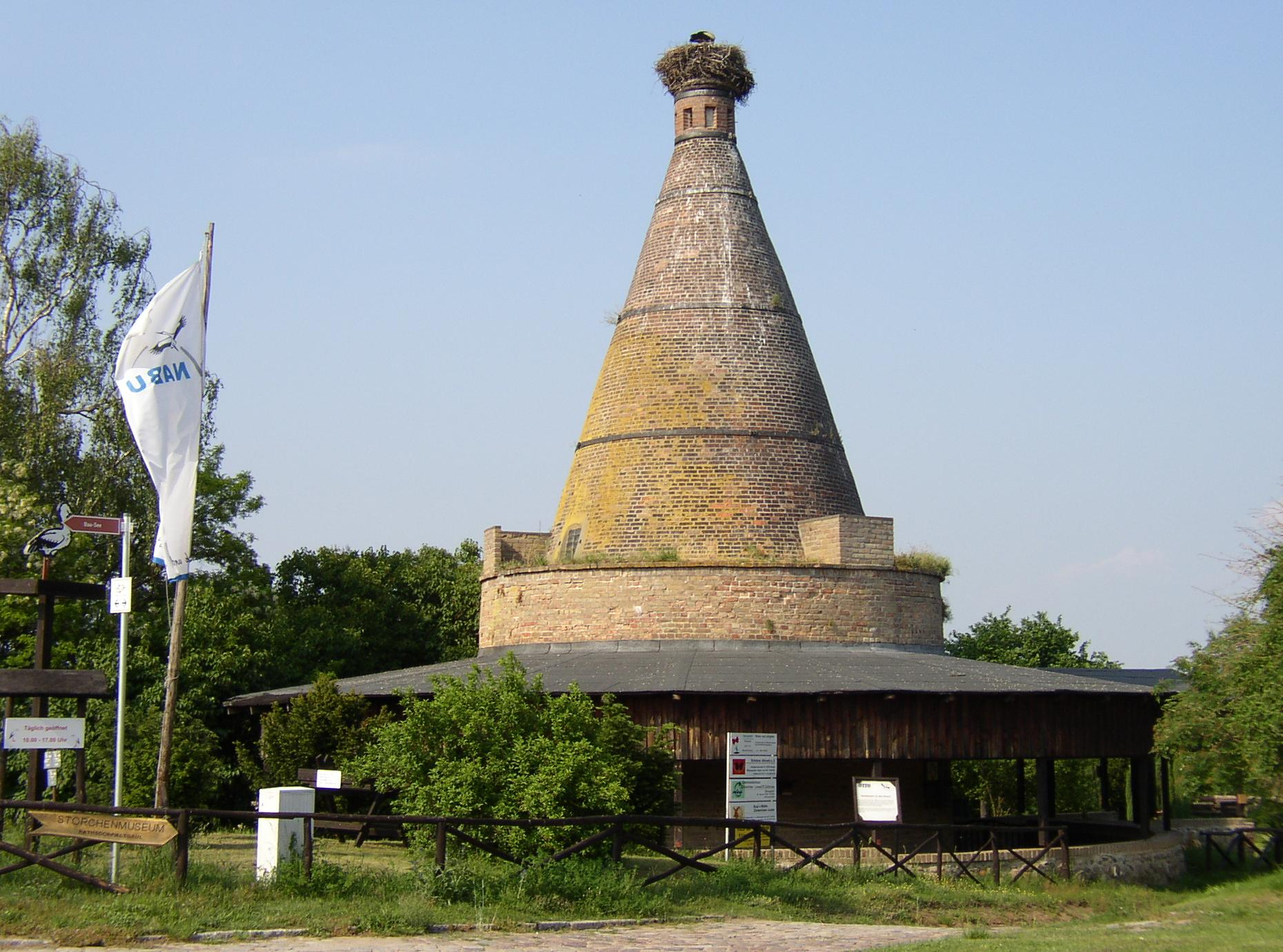
voormalige steenfabriek in Rathsdorf
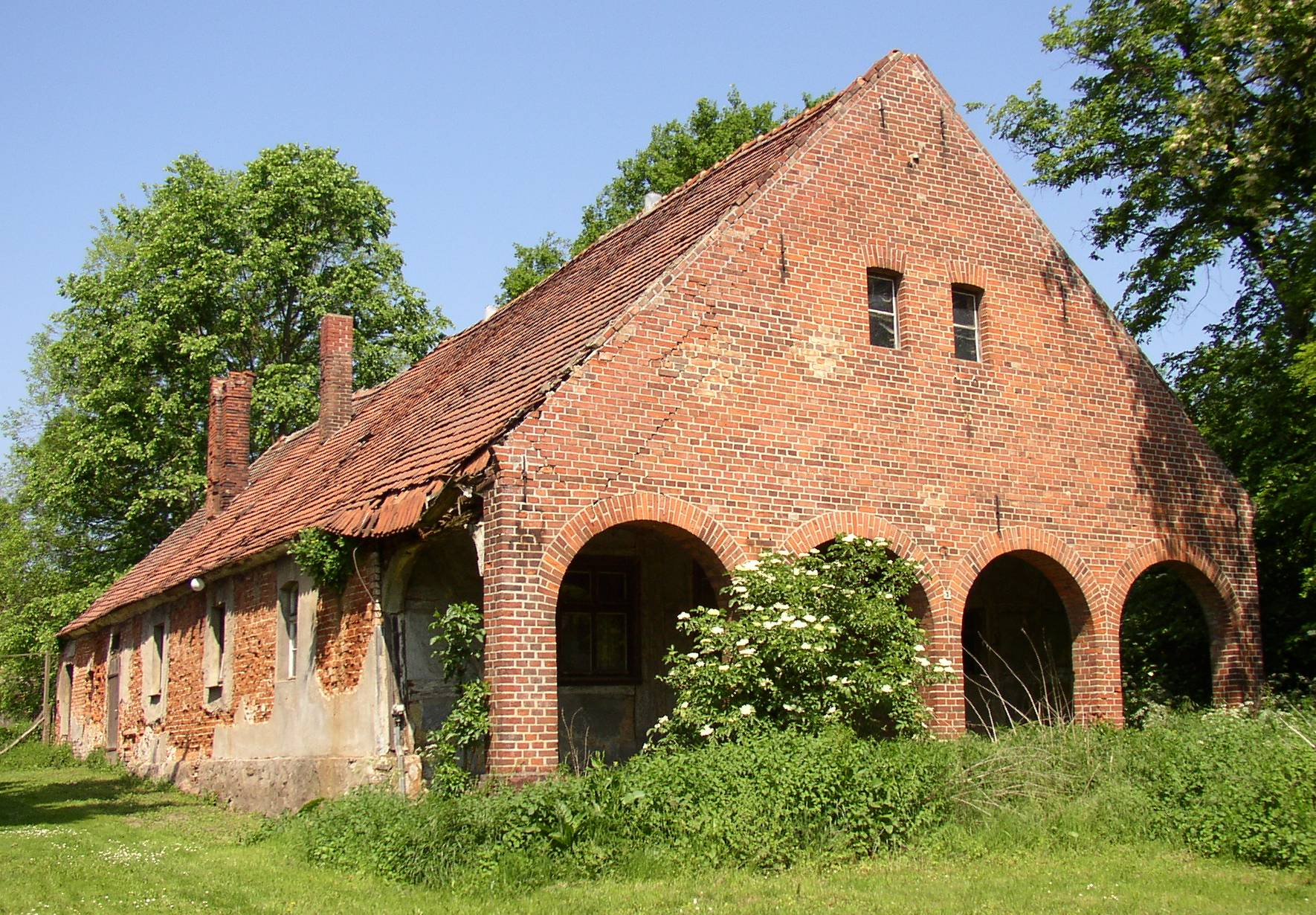
Oude boerderij in Lüdersdorf
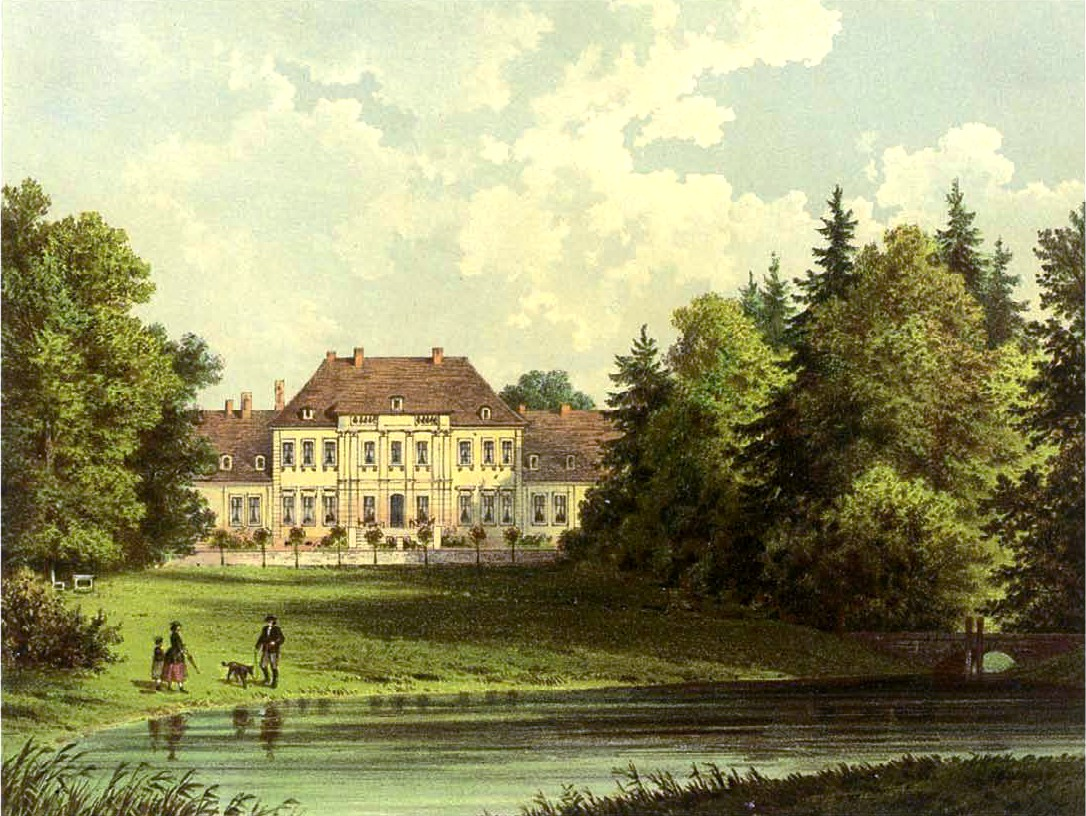
Rittergut Haselberg, ca. 1860 (coll.Alexander Duncker)

## Geografie
Wriezen heeft een oppervlakte van 94,54 km² en ligt in het oosten van Duitsland.

## Belangrijke personen in relatie tot de gemeente

### Geboren in Wriezen
- Conny Froboess (1943), actrice en zangeres

### Overleden in Wriezen
- Albrecht Thaer (1752-1828), arts en landbouwkundige[7]

Altlandsberg ·
Alt Tucheband ·
Bad Freienwalde ·
Beiersdorf-Freudenberg ·
Bleyen-Genschmar ·
Bliesdorf ·
Buckow (Märkische Schweiz) ·
Falkenberg ·
Falkenhagen (Mark) ·
Fichtenhöhe ·
Fredersdorf-Vogelsdorf ·
Garzau-Garzin ·
Golzow ·
Gusow-Platkow ·
Heckelberg-Brunow ·
Höhenland ·
Hoppegarten ·
Küstriner Vorland ·
Lebus ·
Letschin ·
Lietzen ·
Lindendorf ·
Märkische Höhe ·
Müncheberg ·
Neuenhagen bei Berlin ·
Neuhardenberg ·
Neulewin ·
Neutrebbin ·
Oberbarnim ·
Oderaue ·
Petershagen/Eggersdorf ·
Podelzig ·
Prötzel ·
Rehfelde ·
Reichenow-Möglin ·
Reitwein ·
Rüdersdorf bei Berlin ·
Seelow ·
Strausberg ·
Treplin ·
Vierlinden ·
Waldsieversdorf ·
Wriezen ·
Zechin ·
Zeschdorf